# Peter Hanisch (Fußballspieler)
Klaus-Peter Hanisch (* 29. Januar 1952; † 30. August 2009) war ein deutscher Fußballspieler, der in der Fußball-Regionalliga Berlin, Fußball-Bundesliga sowie in der 2. Fußball-Bundesliga für die Berliner Vereine Hertha Zehlendorf, Hertha BSC, Wacker 04 und Tennis Borussia aktiv war.

## Laufbahn
Fußballerisch groß geworden ist Peter Hanisch bei Hertha Zehlendorf. Dort gelang ihm in der A-Jugend mit seinen Mannschaftskameraden Norbert Stolzenburg, Herbert Hochheim, Erwin Kunert, Ulrich Pfisterer, Bernd Hartfiel, Michael Rieger, Wolf-Dieter Ludwig, Bernhard Boehnke, „Pimpel“ Winter, Harald Bertz, Gerd Biermann, Lutz Hammer und Rüdiger Kullack am 12. Juli 1970 im Finale der deutschen A-Jugendmeisterschaft gegen den pfälzischen Vertreter TuS Altrip mit Manfred Kaltz ein 3:2-Sieg. Hanisch rückte aus der Jugend direkt in das Regionalligateam der Zehlendorfer auf und profilierte sich von 1970 bis 1972 an der Seite des erfahrenen Mannschaftskollegen Michael Krampitz. Hertha BSC verpflichtete zur Runde 1972/73 das Talent aus Zehlendorf und Peter Hanisch versuchte den Sprung in die Fußball-Bundesliga. Trainer Helmut Kronsbein wechselte den Neuzugang am ersten Spieltag, bei der 2:3-Heimniederlage gegen Fortuna Düsseldorf mit Beginn der zweiten Halbzeit ein. Es folgten noch acht weitere Einsätze in der Runde. In der Saison 1973/74 kam für Peter Hanisch aber nur ein weiterer Einsatz hinzu, als er am 27. Spieltag beim torlosen Heimremis gegen Werder Bremen für seinen Namensvetter Frank eingewechselt wurde. Zur Runde 1974/75 schloss er sich Wacker 04 in der neuen 2. Bundesliga Nord an. Zwei Jahre war er bei Wacker Stammspieler und absolvierte in zwei Runden 75 Spiele mit drei Toren. In das erste Jahr 2. Bundesliga – 1974/75 – ging er mit Trainer Peter Velhorn, in der Rückrunde spielte er mit seinen Mannschaftskollegen Bernd Sobeck, Peter Bien, Horst Lunenburg, Wolfgang John und Routinier Hans-Joachim Altendorff unter Trainer Željko Čajkovski. Wacker belegte den 13. Platz und Peter Hanisch hatte nur in einem Ligaspiel gefehlt. In seiner zweiten Runde bei Wacker 04 absolvierte er unter Trainer Georg Gawliczek alle 38 Rundenspiele und weckte dabei das Interesse des Meisters der Gruppe Nord, Tennis Borussia. Peter Hanisch wechselte 1976/77 zum Bundesligaaufsteiger Tennis Borussia und versuchte den erneuten Anlauf sich in der Fußball-Bundesliga zu behaupten. Wiederum debütierte er am ersten Spieltag: am 14. August 1976 beim 2:2-Heimremis gegen Rot-Weiss Essen bildete er zusammen mit Ditmar Jakobs, Winfried Berkemeier und Jürgen Schulz das Mittelfeld der „Veilchen“.
Es kamen unter Trainer Rudi Gutendorf aber nur noch acht weitere Einsätze in der Saison hinzu. Der talentierte, aber verletzungsanfällige Spieler konnte 1977/78 in der 2. Bundesliga für TeBe nur ein Spiel absolvieren und beendete 1978 verletzungsbedingt seine Karriere.
Überraschend kehrte Peter Hanisch zur Runde 1979/80 nochmals nach zweieinhalbjähriger Verletzungspause in den Zweitligakader von Tennis Borussia zurück und absolvierte unter den Trainern Reinhard Roder und Peter Eggert nochmals 14 Ligaspiele. Im Sommer 1980 wurde er aber erneut und endgültig zum Sportinvaliden erklärt. Daraufhin engagierte er sich ehrenamtlich beim Bezirksverein FC Hertha Zehlendorf.
Peter Hanisch verstarb am 30. August 2009 im Alter von 57 Jahren. Ihm gewidmet wurde ein jährliches Bezirksturnier eingeführt. Das „Peter-Hanisch-Gedenkturnier“.